# Batallones Femeninos
Batallones Femeninos es un colectivo de rap, compuesto por mujeres,  cuyo objetivo es concienciar con su música sobre la violencia contra las mujeres en México. Fue creado en Ciudad Juárez. 

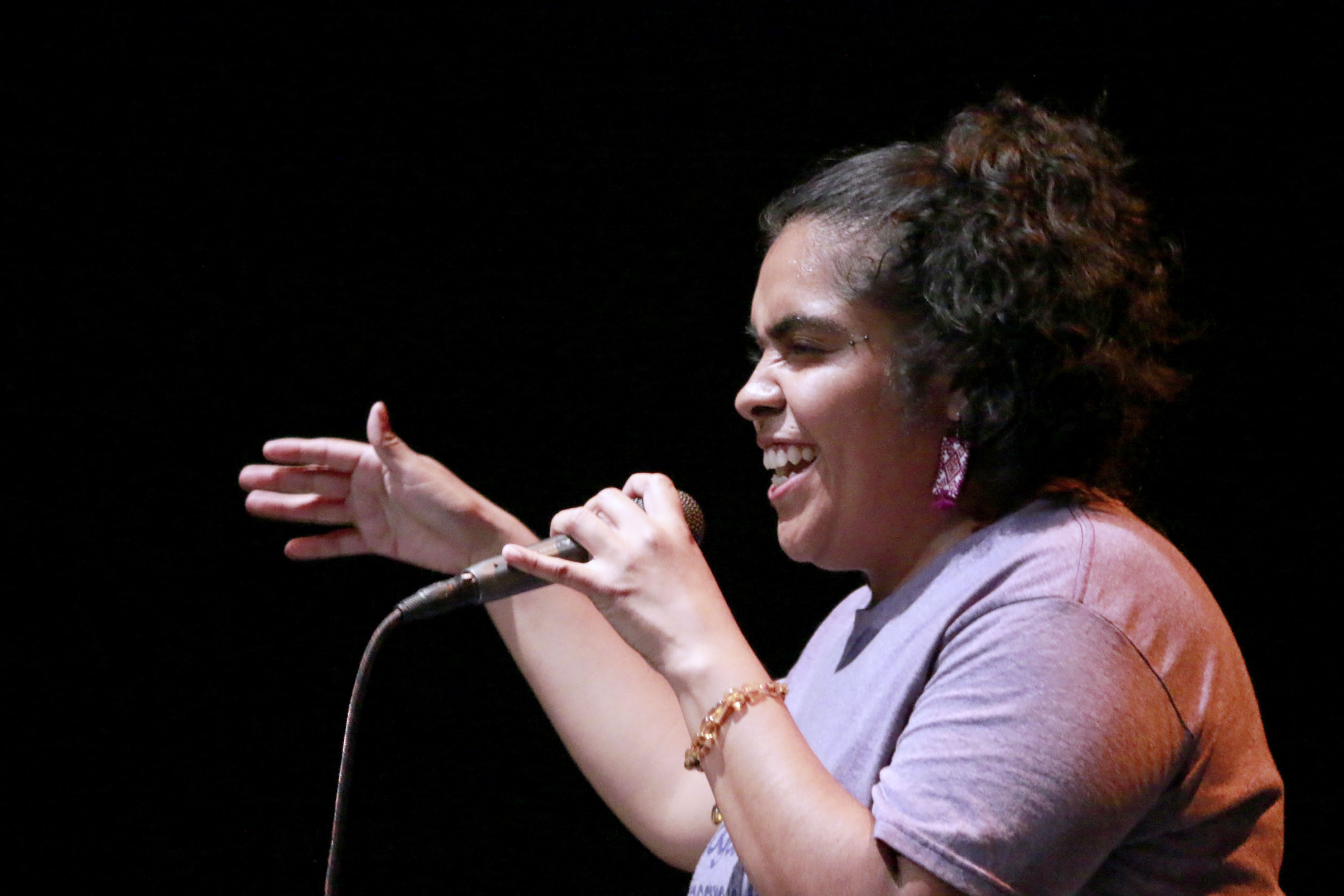
Laboratorio de rap feminista, impartido por Batallones Femeninos Colectiva, en el Centro Cultural Universitario Tlatelolco.

“Nuestra defensa de la mujer es la palabra. Es hablar. Es hacer rap gritando que nos están matando, que nos están desapareciendo única y exclusivamente por ser mujeres”

## Historia
Batallones Femeninos está compuesto por 14 mujeres de distintos lugares: Querétaro, Tepic, Ciudad Juárez, Seattle y Chicago. Este colectivo se originó en 2009 en Ciudad Juárez surgió después de una colaboración de las MC Dilema y Siniestra. Algunas de las integrantes eran acompañantes de madres de víctimas de feminicidio en la frontera norte, por lo que en un principio la narrativa de sus canciones está dedicada a los feminicidios, pero también abordan temas como: la menstruación,  el acoso callejero, los estereotipos de belleza, el aborto y la migración
A través de sus letras buscan nombrar a quienes ya no tienen voz y según sus palabras "Al tomar el micrófono, tienen la posibilidad de que los gritos de justicia sean escuchados por miles de personas no sólo en nuestro país, sino alrededor del mundo".

Son el único grupo de mujeres de rap en Ciudad Juárez, en una escena compuesta mayoritariamente por hombres.
"En Ciudad Juárez el rap es escenario masculino y nuestra presencia ya no está siendo solamente la de las muertas de Juárez, sino las vivas, y además diciendo cosas" 
También han colaborado con la rapera Mare Advertencia Lirika

## Discografía
- Información Nutrimental 2008
- Vivas nos queremos 2016